# Loricaria (planta)
Loricaria es un género de plantas con flores de la familia de las asteráceas. Contiene veinte especies aceptadas.

## Especies
- Loricaria antisanensis Cuatrec.
- Loricaria azuayensis Cuatrec.
- Loricaria cinerea D.J.N.Hind
- Loricaria colombiana Cuatrec.
- Loricaria complanata (Sch.Bip.) Wedd.
- Loricaria ferruginea (Ruiz & Pav.) Wedd. - matara o palmito del Perú.[6]
- Loricaria graveolens (Sch.Bip.) Wedd.
- Loricaria ilinissae (Benth.) Cuatrec.
- Loricaria lagunillensis Cuatrec.
- Loricaria leptothamna (Mattf.) Cuatrec.
- Loricaria lycopodinea Cuatrec.
- Loricaria macbridei Cuatrec.
- Loricaria ollgaardii M.O.Dillon & Sagást.
- Loricaria pauciflora Cuatrec.
- Loricaria puracensis Cuatrec.
- Loricaria scolopendra (Hook.) Kuntze
- Loricaria thujoides (Lam.) Sch.Bip.
- Loricaria thuyoides (Lam.) Sch.Bip.
- Loricaria thyrsoidea (Cuatrec.) M.O.Dillon & Sagást.
- Loricaria unduaviensis Cuatrec.